# Lake Poinsett
Lake Poinsett è un census-designated place (CDP) degli Stati Uniti d'America situato tra le contee di Brookings e Hamlin nello Stato del Dakota del Sud. La popolazione era di 493 abitanti al censimento del 2010.

## Geografia fisica
Secondo lo United States Census Bureau, la città ha una superficie totale di 46,01 km², dei quali 13,49 km² di territorio e 32,52 km² di acque interne (70,67% del totale).
A Lake Poinsett è stato assegnato lo FIPS place code 35480.

## Società

### Evoluzione demografica
Secondo il censimento del 2010, la popolazione era di 493 abitanti.

### Etnie e minoranze straniere
Secondo il censimento del 2010, la composizione etnica della città era formata dal 98,78% di bianchi, lo 0% di afroamericani, lo 0,2% di nativi americani, lo 0,61% di asiatici, lo 0% di oceanici, lo 0% di altre razze, e lo 0,41% di due o più etnie. Ispanici o latinos di qualunque razza erano lo 0,41% della popolazione.